# Phrynomantis bifasciatus
Espèce
Synonymes
- Brachymerus bifasciatus Smith, 1847
- Dendrobates inhambanensis Bianconi, 1849 "1848"
- Phrynomerus bifasciatus nyasalandensis Hoffman, 1944

Statut de conservation UICN

 LC  : Préoccupation mineure
Phrynomantis bifasciatus est une espèce d'amphibiens de la famille des Microhylidae.

## Répartition
Cette espèce se rencontre entre 50 et1 450 m d'altitude en Afrique du Sud, en Angola, au Botswana, au Kenya, au Malawi, au Mozambique, en Namibie, en République démocratique du Congo, en Somalie, au Swaziland, en Tanzanie, en Zambie et au Zimbabwe,.

## Publication originale
- Smith, 1848 : Illustrations of the Zoology of South Africa; Consisting Chiefly of Figures and Descriptions of the Objects of Natural History Collected during an Expedition into the Interior of South Africa, in the Years 1834, 1835, and 1836 .... Vol. III. Reptilia. Part 26. London: Smith, Elder, & Co.